# Площад де Вож
Площад де Вож (на френски: Place des Vosges) е най-старият площад на Париж, Франция.
Намира се между 3-ти и 4-ти арондисман в квартал Льо Маре. Построен е от Анри IV между 1605 и 1612 г. Представлява същински квадрат (140 на 140 метра).
Наречен е на френския планински масив Вогези (на френски: Les Vosges, произнася се Вож), намиращ се в Североизточна Франция. До 1799 г. носи името Кралски площад (Place Royale).
На откриването на площада през 1612 г. се състои сватбата на Луи XIII с Анна Австрийска. В къщите на този площад са живели много известни личности – кардинал Ришельо, Виктор Юго, Теофил Готие, Алфонс Доде и други. На този площад по време на рицарски турнир смъртоносно е ранен Анри II.
Конната статуя на Луи XIII е разрушена по време на революцията. Възстановена е през 1825 г. Днес голяма част от площада е заета от насаждения и фонтан.